# Miguel Ríos en concierto: Big Band Ríos
Miguel Ríos en concierto: Big Band Ríos es un álbum en directo de Miguel Ríos, editado en 1998 por su propio sello, Rock & Ríos.
Este trabajo, grabado en el Teatro de la Maestranza de Sevilla, fue comercializado como un CD doble, y fue el primer lanzamiento de Miguel Ríos a través de su propia productora discográfica: Rock & Ríos, conteniendo 21 temas.
A lo largo del álbum Ríos interpreta hits de su carrera, al igual que algunas versiones, como "Penélope" de Joan Manuel Serrat, "Mackie el Navaja", de Kurt Weill, o un popurrí con clásicos del rock and roll de los años 50, todo adaptado a un formato de Big band y música Swing.

## Lista de canciones
Disco 1
1. En forma - 3:53
2. Mientras el cuerpo aguante - 4:17
3. Como si fuera la primera vez - 4:30
4. Rocanrol bumerang - 2:44
5. No estás sola - 3:46
6. Penélope - 3:35
7. Fiebre - 4:11
8. Raquel es un burdel - 4:24
9. Santa Lucía - 5:01
10. Directo al corazón - 4:30
11. El ruido de fondo - 4:42

Disco 2
1. Todo a pulmón - 4:12
2. La tormenta - 3:40
3. Mackie el Navaja - 3:15
4. Nudos y lazos - 4:03
5. Año 2000 - 4:11
6. No voy en tren - 4:30
7. Tu voyeur - 5:10
8. El blues del autobús - 3:57
9. Ansiedad - 3:10
10. Medley R&R - 8:07
  1. Hound Dog
  2. What'd I Say